# Endgültig (Roman)
Endgültig ist ein 2016 bei Suhrkamp erschienener Roman von Andreas Pflüger. Der Thriller ist der erste Teil einer Trilogie um die erblindete Elitepolizistin Jenny Aaron. Die Fortsetzung ist 2017 unter dem Titel Niemals erschienen.

## Inhalt
Jenny Aaron ist Teil einer international operierenden Spezialeinheit der Polizei, die auf Personenschutz und Terrorabwehr spezialisiert ist. Die Einheit ist so geheim, dass sie nicht einmal eine offizielle Bezeichnung trägt und nur die »Abteilung« genannt wird. Bei einem fehlgeschlagenen Undercover-Einsatz in Barcelona verliert Aaron ihr Augenlicht und Teile ihrer Erinnerung an jenen Tag. Mit eiserner Ausdauer, der Unterstützung ihres Vaters, einem Urgestein der GSG 9, und getreu dem Kodex des Bushidō kämpft sie sich zurück ins Leben. Fünf Jahre nach ihrer Erblindung arbeitet Aaron als Fallanalytikerin und Verhörspezialistin beim BKA in Wiesbaden.
Als der verurteilte Frauenmörder Reinhold Boenisch in der JVA Moabit eine Gefängnispsychologin umgebracht haben soll und ausschließlich mit ihr zu reden bereit ist, reist Aaron nach Berlin und begegnet zum ersten Mal seit Barcelona ihren alten Kollegen der Abteilung. Schon bald erkennt sie, dass Boenisch nur der Auftakt eines akribisch geplanten Vergeltungsfeldzugs des Mannes ist, der ihr in Barcelona gegenüberstand: Ludger Holm, dessen Schicksal mit dem Aarons enger verbunden ist, als sie zunächst weiß. Mit seinem psychopathischen Bruder Sascha an seiner Seite sorgt Holm dafür, dass die folgenden 36 Stunden die schlimmsten in Jenny Aarons Leben werden. 36 Stunden, in denen sie sich mit ihrer Vergangenheit, der Wahrheit über den Einsatz in Barcelona, Angst, Schuld, Vergebung, Demut, Ehre, der Liebe und natürlich dem Tod auseinandersetzen muss.

## Hintergrund
Andreas Pflüger erzählt aus der Perspektive einer blinden Ermittlerin, die alle von Nichtsehenden erlernbaren Fähigkeiten in Perfektion beherrscht. Bei seinen Recherchen unterstützte ihn Bernhard Sabel von der Otto-von-Guericke-Universität Magdeburg.
Die Idee zu dieser Figur kam ihm, als er die Autobiographie von Jacques Lusseyran las, der im Alter von acht Jahren erblindete und trotzdem im Zweiten Weltkrieg Kopf einer Résistance-Zelle in Paris wurde.

## Verbindung zu anderen Werken
Der im Roman vorkommende ehemalige BKA-Präsident Richard Wolf wirkte schon in Pflügers erstem Roman Operation Rubikon mit. Wolfs Tochter Sophie und der BKA-Fahnder Jan Pieper werden ebenfalls erwähnt.

## Kritiken
„Besser als Bond. ... Es ist wirklich lange her, dass ich ein Buch mit derart nägelkauender Spannung gelesen habe.“

„... extrem packend, wendungsreich, actionhaltig, immer wieder überraschend ... Das hat das Zeug, ein Welterfolg zu werden.“

„Man spürt permanent, dass Pflüger sich ganz intensiv mit dieser Blindheit befasst hat, intensiv recherchiert hat, und gleichzeitig ist es irre spannend geschrieben, so dass man beim Lesen immer wieder die Luft anhält ... und am Schluss denkt man: mehr davon.“

„Freundschaft, Ehrlichkeit, eine Allianz der Gerechten … ein unheimlich intensives, ein sehr, sehr gutes Buch.“

## Ausgaben
- Andreas Pflüger: Endgültig. Suhrkamp Verlag, Berlin 2016, ISBN 978-3-518-42521-3.
- als Hörbuch auf 3 MP3-CDs (784 Minuten): gelesen von Nina Kunzendorf, Random House Audio, München 2016, ISBN 978-3-8371-3402-5.